# Mauro Numa
Mauro Numa (Mestre, 1961. november 18. –) olimpiai, világ- és Európa-bajnok olasz tőrvívó.